# رالي التحدي
```

```

رالي التحدي «مسيرة التضامن العربي للدراجات النارية»، هو رالي سباق دراجات نارية ينظمها الاتحاد العربي للدراجات النارية.
الرالي سينطلق من العاصمة المصرية القاهرة باتجاه المملكة العربية السعودية، برعاية جامعة الدول العربية وبالتعاون مع وزارتَي الرياضة بالمملكة العربية السعودية، وجمهورية مصر العربية، والاتحاد السعودي للسيارات والدراجات النارية، واتحاد اللجان الأولمبية الوطنية العربية.

## خط السير
وستبدأ رحلة مسيرة التضامن العربي (رالي التحدي)، من مدينة القاهرة مروراً بالغردقة، ثم يستكمل مسيرته في السعودية من مدينة نيوم متجهاً إلى محافظة ينبع ومنها إلى مكة المكرمة ثم إلى محافظة جدة، ليتجه بعد ذلك إلى المدينة المنورة في طريق عودته إلى جمهورية مصر، حيث يشارك في الرالي دراجون من السعودية، ومصر، والكويت، والسودان، وفلسطين، يقطعون مسافة 3400 كم.